# متقلبة شائعة
متقلبة شائعة (الاسم العلمي: Proteus vulgaris) هي نوع من البكتيريا تتبع جنس المتقلبة من الفصيلة المورغانيلية.